# Ordine del Dragone Rosso
L'Ordine del Dragone Rosso era un ordine cavalleresco dell'Impero cinese.

## Storia
L'Ordine del Trono imperiale venne creato il 20 marzo 1911 dal principe reggente Chun in nome del figlio, l'Imperatore Pu Yi, all'epoca minorenne.
Esso venne creato in un'unica classe e ai principi di sangue od ai più alti ufficiali meritevoli dell'impero, in campo civile e militare. Assieme agli altri ordini aventi per tema il sacro simbolo del dragone, questa onorificenza costituì una delle ultime onorificenze create dalla Cina imperiale.